# Günter Scheele
Günter Scheele (* 22. Oktober 1905 in Berlin-Britz; † 15. April 1982) war ein deutscher Hochschullehrer.

## Leben
Nach dem Besuch des Berliner Friedrich-Wilhelm-Gymnasiums bis zum „Einjährigen“ besuchte Günter Scheele ab 1923 das Lehrer-Seminar in Berlin-Köpenick. Dort legte er 1925 das Erste und 1927 das Zweite Staatsexamen für Volksschullehrer ab. Parallel dazu holte er seine Abiturprüfung nach. Anschließend setzte er ein bereits 1925 provisorisch begonnenes Studium der Geschichte, Staatswissenschaft, Germanistik, Philosophie und Pädagogik an der Berliner Friedrich-Wilhelm-Universität fort, wo er 1932 mit einer Arbeit über den „Psychologischen Perspektivismus im Roman“ promovierte. Betreuer der Dissertation waren der Germanist Julius Petersen und der Pädagoge Eduard Spranger. Während des Studiums war er als Junglehrer an einer Schule in Berlin-Neukölln tätig und qualifizierte sich an der Preußischen Hochschule für Leibesübungen zum Akademischen Turn- und Sportlehrer.
Im Jahr 1928 trat Scheele in die SPD ein. Er wurde ein enger Mitarbeiter des SPD-Politikers Max Fechner, der Mitglied im Preußischen Landtag war. Im Jahr 1933 aus politischen Gründen aus dem Schuldienst entlassen, war er kurzzeitig an einer Schule für jüdische Kinder in Berlin-Wannsee tätig. Der Kontakt Scheeles zu Fechner endete 1937 mit seinem Eintritt in die NSDAP. Von da an unterrichtete er an einer Oberschule in Berlin-Adlershof.
Nach Kriegsende trat Scheele erneut in die SPD ein. Fechner wünschte sich ihn als persönlichen Mitarbeiter bzw. Referenten und erklärte gegenüber der SPD Scheeles NSDAP-Beitritt als taktischen Schritt, der mit ihm verabredet war, woraufhin die SPD ihn rehabilitierte. Scheele unterstützte Fechner, der Mitarbeiter im Zentralausschuss der SPD war, publizistisch bei der Bekämpfung innerparteilicher Gegner der Verschmelzung mit der KPD, zu der es 1946 in Form einer Zwangsvereinigung kam. Fechner wurde Mitglied des Parteivorstandes bzw. Zentralkomitees der SED. Scheele blieb Fechners persönlicher Referent auch nach dessen Amtsantritt als Justizminister der DDR im Jahr 1949. Ab 1950 hielt er parallel dazu Vorlesungen zum Marxismus-Leninismus an der Juristischen Fakultät der Universität Berlin, wo er 1951 zum Professor mit Lehrauftrag ernannt wurde. Die im Juni 1953 erhaltene Beförderung zum Professor mit vollem Lehrauftrag im Fach Grundlagen des Marxismus-Leninismus konnte Scheele nicht mehr ausfüllen, weil noch im selben Monat der Volksaufstand vom 17. Juni die Verhaftung und Absetzung Fechners zur Folge hatte. Das Ministerium für Staatssicherheit ließ Scheele in geheimer Weise in seinem zentralen Untersuchungsgefängnis in Berlin-Hohenschönhausen verschwinden, um ihn zu verhören. Nach seiner Entlassung im August 1953 war er zunächst Dozent, später Professor und von 1956 bis 1965 Rektor an der Pädagogischen Hochschule Potsdam. Von 1965 bis zu seiner Emeritierung im Jahr 1971 war Scheele Direktor der dortigen Sektion für Marxismus-Leninismus.

## Auszeichnungen
- Vaterländischer Verdienstorden in Bronze (1961)
- Karl-Marx-Orden

## Schriften
- Der psychologische Perspektivismus im Roman. Berlin 1933.
- Deutsche Leibesübungen. Leibeserziehung als Ausdruck einer Kultur der Kraft. Berlin/Leipzig 1936.